# Мюраро, Роже
Роже Мюраро (фр. Roger Muraro; род. 13 мая 1959, Лион) — французский пианист.
Окончил Парижскую консерваторию у Ивонны Лорио. В 1986 году участвовал в VIII Международном конкурсе имени Чайковского в Москве, получил IV премию.
Мюраро считается одним из ведущих специалистов по фортепианным произведениям Оливье Мессиана, чьё исполнение было высоко оценено самим композитором. Кроме того, в репертуаре Мюраро важное место занимают Первый фортепианный концерт Чайковского, «Картинки с выставки» Мусоргского, произведения Фредерика Шопена и Ференца Листа.
В 2001 году получил премию «Виктуар де ля мюзик» как лучший инструменталист Франции.